# Dama
La Dama è un gioco da tavolo tradizionale per due giocatori. La parola "dama" proviene dal latino domina ed indica il "pezzo sovrano" e, per estensione, l'intero gioco.
Esistono regole di gioco diverse, prevalentemente nazionali, dato che in quasi tutti i paesi la Dama, col tempo, ha assunto regole proprie, benché simili. Le caratteristiche che accomunano tutti i tipi di Dama sono l'essere un gioco da tavolo di strategia, durante il quale due giocatori muovono i rispettivi pezzi (pedine e dame) su di un supporto, chiamato damiera, che consta di 64 o 100 o 144 caselle, metà scure e metà chiare, e catturano i pezzi avversari mediante lo "scavalcamento" degli stessi.
Tra le Dame più conosciute e praticate, si ricordano la Dama italiana, la Dama inglese (draughts, conosciuta come checkers negli Stati Uniti), la Dama russa, la Dama brasiliana, la Dama ceca e la Dama spagnola.
L'unica Dama che viene giocata con regole comuni in tutti i paesi è la Dama internazionale (detta anche polacca) che, adottata dalla Fédération mondiale du jeu de dames (FMJD), viene utilizzata nell'ambito internazionale per la disputa di campionati europei, di campionati mondiali e di tornei internazionali. In genere, poi, ogni federazione nazionale organizza al suo interno i vari campionati della specialità. 

## Regole generali
(Edgar Allan Poe, Gli omicidi della Rue Morgue)

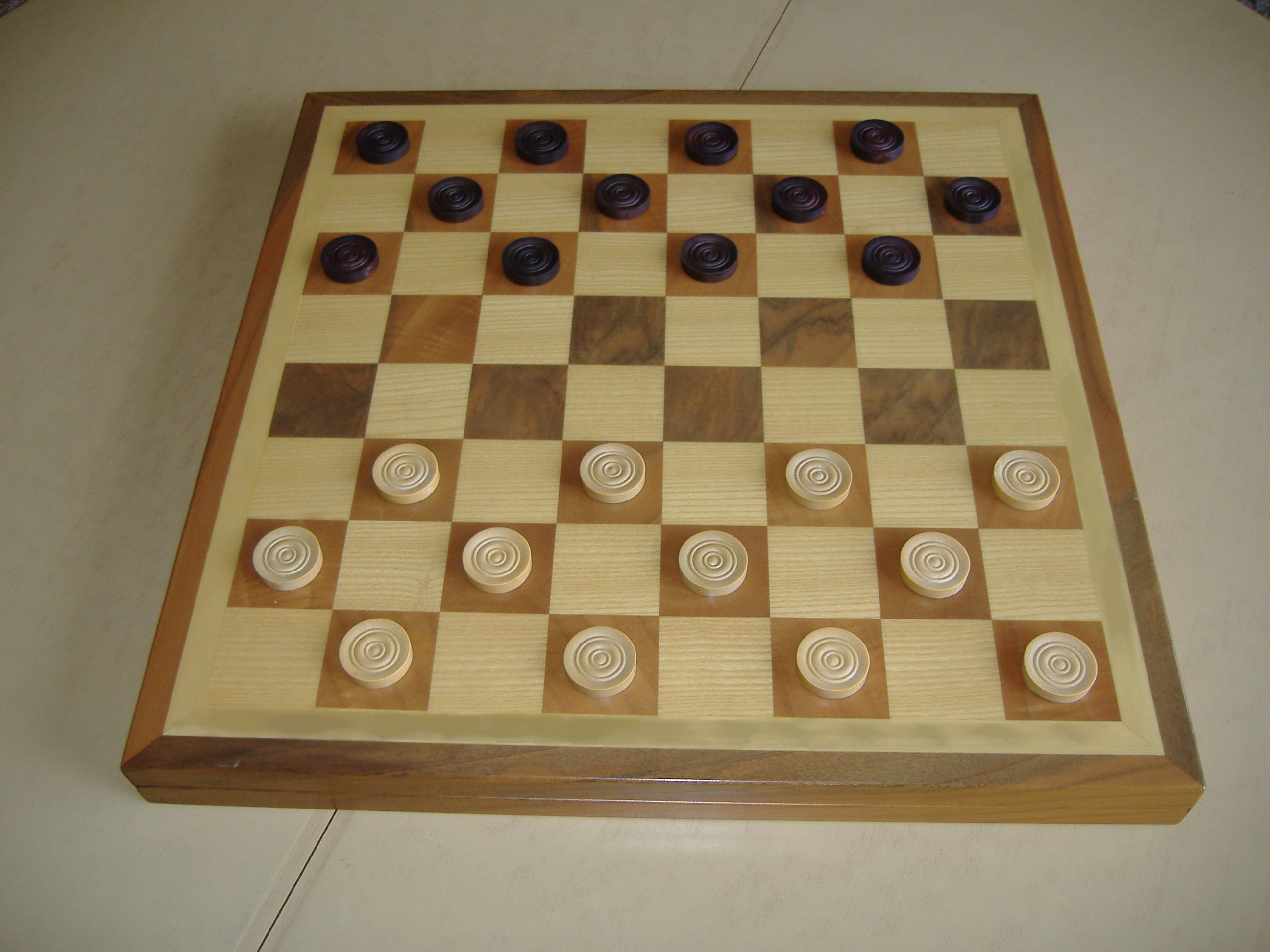
Damiera con pezzi, predisposta per la dama italiana

La dama si svolge tra due giocatori, disposti ai lati opposti di una damiera, che muovono alternativamente i propri pezzi; un giocatore ha i pezzi bianchi, l'altro quelli neri. I pezzi si muovono diagonalmente, solo sulle caselle scure non occupate da altri pezzi ed hanno la possibilità di catturare (familiarmente, "mangiare") quelli avversari, scavalcandoli. I pezzi catturati vengono rimossi dalla damiera ed esclusi dal gioco. Il giocatore a cui vengono catturati tutti i pezzi o che, al suo turno di mossa, è impossibilitato a muovere, ha perso.
I pezzi semplici (pedine) possono muoversi di una sola casella alla volta, diagonalmente ed in avanti; possono inoltre prendere un pezzo avversario facendo un movimento di due caselle nella stessa direzione, saltando sopra il pezzo avversario nella casella intermedia. Se nella casella di arrivo la pedina è in grado di effettuare una nuova presa, si è in presenza di una presa multipla, che va completata nello stesso turno di gioco. Nella dama internazionale le pedine possono mangiare sia in avanti che all'indietro (sempre diagonalmente).
Quando una pedina raggiunge la base avversaria, ossia la riga più distante nella sua direzione di marcia, diventa dama. La dama viene contrassegnata ponendo un ulteriore pezzo sopra il primo e gode di particolari poteri: a differenza delle pedine, può muoversi e catturare sia in avanti che all'indietro può anche catturare due pedine attaccate in diagonale. In alcune versioni le dame possono essere mangiate dalle pedine, mentre nella versione italiana le dame non possono essere mangiate dalle pedine.
Nella dama internazionale, la dama può muoversi diagonalmente, con una singola mossa, di quante caselle vuole, come l'alfiere negli scacchi. Si noti, però, che la presa è diversa da quella scacchistica, visto che la dama, nel gioco internazionale, per catturare un pezzo deve scavalcarlo. Nel gioco internazionale, una dama, dopo la presa, può fermarsi a piacere in una delle caselle libere oltre il pezzo preso. Per definire queste caratteristiche della dama nel gioco internazionale, si parla spesso di dame volanti.
Durante una partita potrebbe verificarsi l'episodio di patta.
Quando nessuno dei due giocatori ha un vantaggio sufficiente a forzare la vittoria, la partita viene dichiarata pari. Inoltre, qualora venga effettuato un numero di mosse superiore a 40 (ossia 40 per il bianco e 40 per il nero) senza che vi siano stati cambi o spostamenti di pedine, allora la partita è patta.
Per concludere, esisteva anche il "soffio" della pedina che viene eseguito nel momento in cui non si mangia la pedina dell'avversario.
L'antica regola del "soffio", ossia quella di catturare il pezzo avversario che pur avendone diritto, per distrazione o per scelta non aveva mangiato, è stata abolita dalla Federazione Dama nel 1934.

## Varianti

### Regole standard delle varie versioni nazionali
Damiere 10x10:
- Dama internazionale (detta anche dama polacca) - Si gioca su damiera 10x10 con cantone (la casella nera d'angolo) a sinistra e 20 pezzi a testa. Prima mossa al bianco. La presa è obbligatoria, con precedenza alle prese di un maggior numero di pezzi. Le pedine muovono solo avanti, ma mangiano avanti, indietro e mangiano anche le dame. La dama si muove in diagonale, in tutte le direzioni, di un numero di caselle a propria scelta. La dama mangia, secondo le proprie regole di movimento, tutti i pezzi avversari per la presa del maggior numero possibile di pezzi avversari, incrociando ove possibile con le altre diagonali e potendo passare più volte sulle stesse caselle vuote, ma non su uno stesso pezzo. La dama può fermarsi in una casella posta sulla diagonale che segue l'ultimo pezzo catturato. Se una pedina raggiunge la base avversaria dopo una presa ed ha la possibilità di prendere un altro pezzo, è obbligata a prenderlo senza fermarsi a dama rimanendo al grado di pedina. È giocata soprattutto nei Paesi Bassi (dove vi sono giocatori professionisti), in Francia, nei paesi dell'ex Unione Sovietica, in alcune nazioni africane e in diversi stati dell'Europa orientale.

Damiere 8x8:
- Dama italiana - Nell'antica Roma si chiamava "ludus dominarum" (gioco delle padrone/signore). È lecito immaginare che anche Giulio Cesare conoscesse il gioco e la relativa strategia difensiva a forma di piramide, considerata la strategia difensiva delle legioni narrata nel De bello Gallico.[senza fonte] Si gioca su una damiera 8x8, analoga alla scacchiera degli scacchi, con l'unica differenza che è ruotata di novanta gradi (il cantone, ossia la casella nera d'angolo, va in basso a destra). Le pedine sono 12 per giocatore e comincia il giocatore con i pezzi chiari ("il bianco"). Le pedine non possono mangiare le dame e non possono mangiare all'indietro. Nel caso di più possibilità di presa, c'è l'obbligo di prendere nell'ordine di priorità: dove ci sono più pezzi, dove ci sono i pezzi di maggior valore (dame) e dove s'incontrano prima i pezzi di maggior valore. A parità di numero di pezzi, se c'è la possibilità di presa sia con la pedina che con la dama, è obbligatorio prendere con la dama. È giocata principalmente in Italia e in alcuni paesi del Nordafrica.
- Dama inglese - La damiera è 8x8 con cantone a sinistra, 12 pezzi a testa e prima mossa al nero. Le pedine mangiano solo in avanti, ma possono prendere anche le dame. In caso di più possibilità di presa c'è sempre libera scelta. È giocata nel Regno Unito ("draughts") e negli USA ("checkers"). La dama inglese è stata risolta nel 2007 dal gruppo di lavoro che ha sviluppato il programma Chinook: una partita senza errori finisce necessariamente in parità.
- Dama brasiliana - Esattamente le stesse regole della dama internazionale, ma viene giocata in una damiera 8x8. È giocata in Brasile.
- Dama pool - Ha le stesse regole della dama brasiliana, ma con libertà di scelta in caso di più possibilità di presa. A differenza della dama brasiliana, nella dama pool il nero muove per primo. È giocata negli Stati Uniti sud orientali.
- Dama spagnola - È come la dama italiana, ma con le dame della versione internazionale. Inoltre, in presenza di più scelte non c'è l'obbligo di prendere dove per prima si cattura una dama e le pedine possono catturare anche le dame. È giocata in Spagna, Nordafrica e Sud America.
- Dama russa - Esattamente le stesse regole della dama brasiliana, con l'unica eccezione della pedina che arriva alla base avversaria dopo una presa ha la possibilità di continuare la presa. Anche in questa versione la pedina continua la presa, ma diventa automaticamente dama. È giocata principalmente in Russia, Ucraina e in Israele.

- Dama turca - A differenza di tutte le altre dame, le pedine si muovono in verticale e in orizzontale. Nel caso di più possibilità di presa è obbligatorio catturare il maggior numero di pezzi. La dama è volante e muove come la torre negli Scacchi. Ogni giocatore parte con 16 pezzi disposti sulla seconda e terza riga della damiera. Come nelle versioni inglese e spagnola la pedina può catturare la dama, ma solo in avanti oppure in orizzontale. È giocata nei paesi del Medioriente.

Damiere 12x12:
- Dama canadese - Esattamente le stesse regole della dama internazionale, ma viene giocata in una damiera 12x12 con 30 pedine a testa. È principalmente giocata in Canada.

## Analisi
Nel gioco della dama a 64 caselle si possono compiere circa 5 miliardi di miliardi di mosse (5*1018 mosse). Il gioco della dama inglese è stato esaminato in modo esaustivo da un gruppo di matematici che analizzando le mosse sono riusciti a produrre un programma in grado di giocare in modo perfetto, non commettendo mai errori. Lo stesso gruppo ha dimostrato che se due giocatori giocano in modo perfetto le partite terminano inesorabilmente con un pareggio. Sebbene le differenze tra il gioco inglese e quello italiano siano minime dal punto di vista dell'analisi computazionale, non è stato ancora implementato tale programma per la versione italiana, perciò non si può ancora affermare che la dama italiana, a differenza di quella inglese, sia un gioco "risolto".

## Il gioco della dama nella cultura di massa
Con le regole della dama internazionale si svolge il Palio di Dama Vivente, una manifestazione che vede sfidarsi diversi maestri in un torneo, con la successiva rappresentazione vivente sulla damiera fissa più grande d'Europa. Il Palio si svolge a Poggio Imperiale tutti gli anni, nel primo week-end di agosto, ed è caratterizzato da un corteo storico, con sbandieratori, musici, mangiafuoco, ecc. 
Vi partecipano ogni anno molti Comuni vicini al paesello, posto alle falde del Gargano.

## Storia
Tra i giochi del trattato Libro de los juegos, realizzato per conto del re castigliano Alfonso X il Saggio (XIII secolo), spicca l'alquerque, che risale almeno al secolo XV a.C. (alcuni esemplari ne sono stati ritrovati in Egitto). Si pratica su un tavoliere formato da cinque file di cinque punti collegati da linee orizzontali, verticali e diagonali: le pedine si muovono di una casella e mangiano quelle avversarie saltandole. Intorno all'anno Mille i provenzali lo adattano alla scacchiera, creando in tal modo il gioco delle fierges. Due secoli dopo aggiungono la regola per cui la pedina giunta in fondo alla scacchiera viene promossa a dama e realizzano così il jeu aux dames, a tutti gli effetti la nostra dama: in Inghilterra è citata per la prima volta, con il nome francese, a fine Trecento nel poema Sir Ferumbras, che racconta le imprese dell'eroico condottiero Fierabraccia.